# 聚精堂
聚精堂，位于中国福建省南靖县奎洋镇上洋村，系庄氏祠堂，明代始建，主建筑为两进，前有照壁，背面有大片的护坡和风水林，占地面积4300平方米。主堂面阔三间，进深三间，18根圆方金柱对联均以“聚、精”开首；梁架满绘彩画，出自清末国画家宋赞周之手。庄亨阳墓为附属文物。2009年11月16日公布为第七批福建省文物保护单位。